# Pietro Ier d'Arborée
Pietro Ier d'Arborée (mort à Pise en 1203/1207) Juge d'Arborée de facto de  1185 à  1198  et de jure jusqu'à sa mort.

## Origine
Pietro Ier de Serra ou d'Arborée est le fils du Juge Barisone II d'Arborée et de sa première épouse sarde Pellegrina de Lacon

## Règne

LesJudicats de Sardaigne

À la mort de Barisone II d'Arborée son fils Pietro Ier héritier naturel du Judicat voit ses droits contestés par Adalberga le veuve catalane de son père qui veut imposer comme Juge son propre neveu Ugone de Bas qui est aussi la petit-fils de Barisone II. Elle se réfugie à Gènes, conclut une alliance avec la commune ligure et avec son appui commence la conquête du Judicat où Ugone Ier est proclamé  dès 1185.
Le Juge Barisone II de Torres se trouve impliqué dans le conflit en novembre 1186 car comme allié des Génois il doit les aider militairement lors de leurs interventions dans l'île de Sardaigne. Pietro Ier de son côté conclut une alliance avec la république de Pise comme l'atteste la donation qu'il fait en 1186 à l'église Santa Maria de Pise.
L'intervention militaire du marquis pisan Oberto de Masa de la famille des Obertenghi, prétendant du droit de son épouse, au Judicat de Cagliari  qu'il conquiert  en 1188, complique encore la situation. Craignant une trop grande hégémonie de sa rivale, la commune de Gènes conclut un accord avec Pietro Ier en 1189 et sur sa médiation il  accepte le 20 février 1192, lors de la paix d'Oristano, de partager le Judicat avec son neveu Ugone de Bas, encore mineur, sous la tutelle de Raimondo di Turrigia. 
Au cours de la décennie suivante Pietro Ier devenu le « protégé » de Guillaume de Massa, fils et successeur d'Oberto mort en 1190, doit faire face à l'agression de Costantino II de Torres puis de son frère Comita de Torres  alliés de Gènes. Comita de Torres abandonne sa revendication sur l'Arborée et obtient le château de Goceano. Inquiet de cette progression Guillaume de Massa attaque à son tour  l'Arborée en février 1196 Pietro Ier et son fils Barisone III sont battus,  capturés et emprisonnés pendant qu'Ugone Ier se réfugie à Gènes où il demeure au moins jusqu'en 1198. 
Guillaume de Massa confie le gouvernement du Judicat d'Arborée conquis aux évêques, aux chanoines d'Oristano et aux anciens. Le pape Innocent III par sa lettre du 11 aout, exige des explications sur la participation de l'Église dans cette usurpation et Giusto, archevêque d'Arborée proclame que les chanoines d'Oristano n'ont aucune autorité en la matière. Guillaume de Massa, sollicite alors du pape la possession de la moitié du Judicat relevant de Pietro et devant le refus du Saint-Siège, il conclut un accord avec Ugone Ier à qui il destine en 1206 sa fille cadette Precioza comme épouse en échange de la part de Pietro Ier dans le Judicat et de ses forteresses. Pietro Ier meurt prisonnier à Pise en 1203/1207 laissant une succession incertaine à son fils Barisone III d'Arborée. Toutefois sur les instances du Saint-Siège qui souhaite mettre fin aux conflits dans les Judicats, Guillaume de Massa qui meurt en 1214 prévoit de lui faire épouser  sa fille aînée et héritière Benedetta de Cagliari.

## Union et postérité
Pietro Ier avait épousé une certaine Bina (c'est-à-dire Jacobina),mère de son seul fils légitime Barisone III, mais il la répudie en 1191. Elle se remarie en 1193 avec Ugo degli Alberti de la lignée des di Capraia et ils sont les parents putatifs de Guillaume de Capraia. Pietro Ier est également le père d'une fils bâtard nommé Gotifred, qui meurt en 1253.

## Sources
- (it) Gian Giacomo Ortu La Sardegna dei giudici Regione autonoma della Sardegna, 2005,  (ISBN 8889801026),« Le avventure di Guglielmo » p. 126-133.
- (en) Site Medieval Lands : Judges of Arborea (Sardinia).
- (en)[PDF] Site de I. Mladjov Medieval Sardinia (Sardegna), consulté le 1er juin 2014.
- (it) article de Mauro G. Sanna Il giudicato di Arborea e la Sardegna tra la fine del XII e gli inizi del XIII secolo. Aspetti storici Consulté le 6 juin 2014.